# Zasavska Sveta Gora

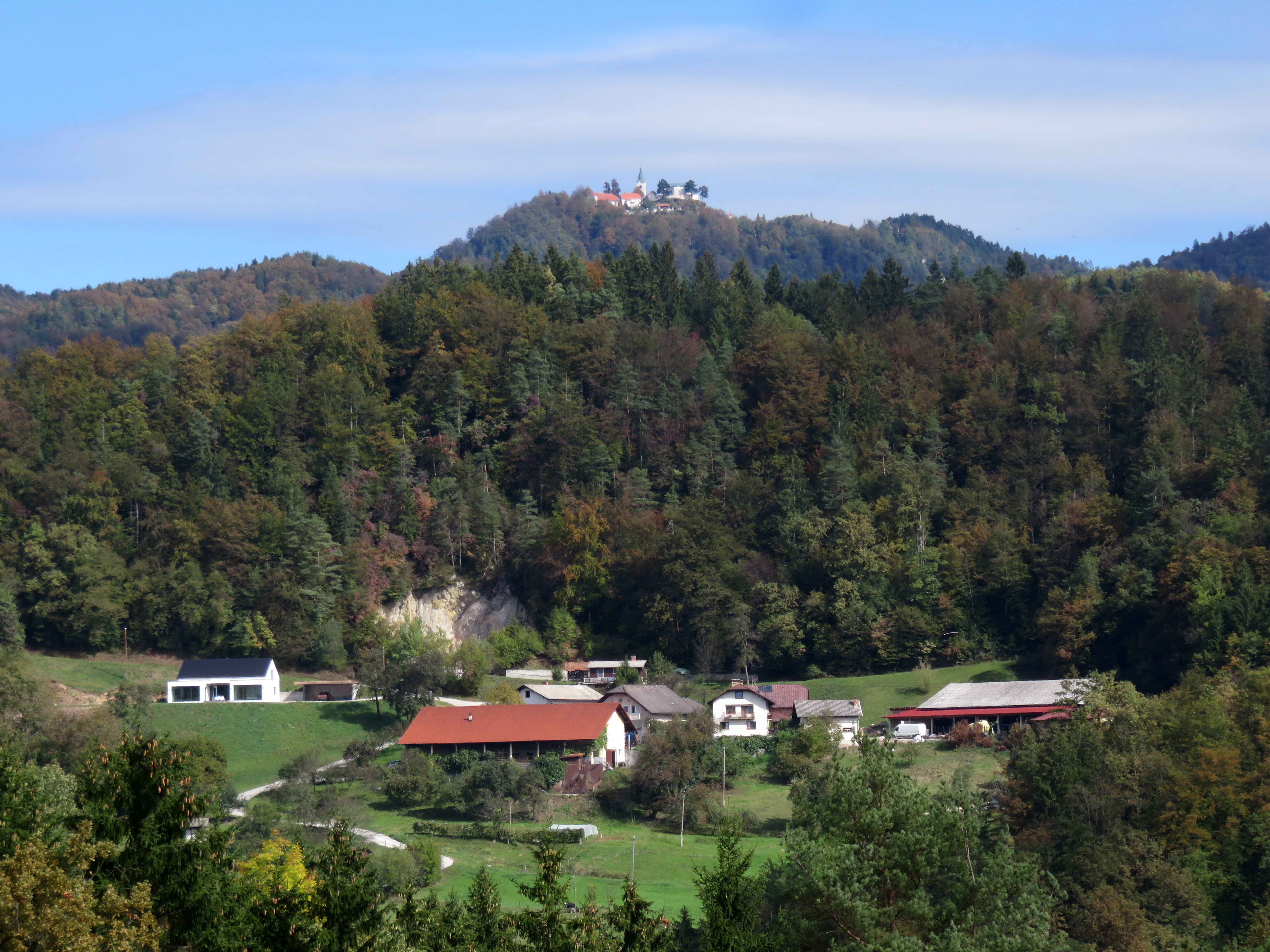
Zasavska Sveta Gora von Südwesten

Der Zasavska Sveta Gora (deutsch: Heiliger Berg von Zasavje) – früher Sveta gora nad Litija – ist ein 852 m. i. J. hoher Berg im Bergland von Zasavje am linken Ufer der Save in der Region Zasavska, Slowenien.
Auf dem Gipfel steht die Wallfahrtskirche Mariä Geburt.

## Kirche Mariä Geburt
Die erste schriftliche Erwähnung einer Kirche an diesem Platz stammt aus dem Jahr 1250. Das aktuelle Bauwerk stammt aus der Gotik und wurde  1704 barockisiert. Die Kirche ist von einer Wehrmauer umgeben, die auf der Nordseite abgerissen wurde, um Platz für den Bau einer Seitenkapelle zu schaffen.
Die Kirche ist eine beliebte Wallfahrtskirche und gleichzeitig die Pfarrkirche für den zur Gemeinde Zagorje ob Savi gehörenden Ort  Rovišče.